# Поводимово
Поводимово (эрз. Пувадяле) — село в Дубёнском районе Мордовии. Административный центр Поводимовского сельского поселения.

## География
Расположено на речках Покш Сельме, Потмарлей и Эмай Эрьке, впадающих в Чеберчинку; в 4 км от районного центра и 20 км от железнодорожной станции Атяшево.

## Название
Название-антропоним, на что косвенно указывают «Книга письма и меры» Д. Пушечникова и А. Костяева (1624) и местное предание.

## История
Основано в начале XVII века.
В переписи мордвы Алатырского уезда (1624) Поводимово — деревня на речке Покаклей Тургаковского беляка Верхсурского стана. Жители пользовались Миренским, Вашневским, Ашкудимским, Ведяболским, Сергасским и Ведевирским ухожаями. Занимались изготовлением рогож, кулей, другой тканой продукции.
В 1870 году было открыто смешанное народное училище (учителя — М. П. и П. П. Макаровы).
В начале 1930-х гг. был организован колхоз, с 1997 года — СХПК им. Ленина.

## Инфраструктура
Средняя школа, школа-интернат, 4 библиотеки, ДЮСШ, спортивный клуб, медпункт, детсад, кафе, дом-интернат для ветеранов, 5 магазинов, отделение связи, райпромкомбинат, 2 мельницы.

## Население
На 2001 год население составляло 2 723 человека.
| 2002 | 2010  |
| ---- | ----- |
| 2581 | ↘2327 |

## Достопримечательности
- Памятник В. И. Ленину.
- Памятник односельчанам, погибшим в годы Великой Отечественной войны.
- Богородицкая церковь (2000), где хранится икона Божьей Матери «Знамение».

## Известные жители

### Уроженцы села
- Н. М. Суродеев — Герой Социалистического Труда.
- Г. М. Филатов и Н. М. Филатов — скульпторы.
- В. В. Борчин — олимпийский чемпион по спортивной ходьбе .

## Источник
- Энциклопедия Мордовия, М. М. Сусорева.